# Héctor Echeverri
Héctor Echeverri (10 aprile 1938 – 1988) è stato un calciatore colombiano, di ruolo difensore.

## Carriera
Prese parte con la Nazionale colombiana ai Mondiali del 1962.
Nel 1967 giocò la Copa Libertadores con l'Independiente Santa Fe.